# Coscinia processionea
Coscinia processionea är en fjärilsart som beskrevs av Müller 1774. Coscinia processionea ingår i släktet Coscinia och familjen björnspinnare. Inga underarter finns listade i Catalogue of Life.